# Палладиус, Педер
Педер Палладиус (дат. Peder Palladius; 1503[…], Рибе — 3 января 1560[…], Копенгаген) — датский лютеранский богослов, преподаватель, духовный писатель, епископ Зеландии. Сподвижник Христиерна Педерсена и Ганса Таусена, вводивших Реформацию в Дании.
Родился, вероятно, в семье таможенника, однако точных сведений о его детстве и юности мало. Известно, что среднее образование он получал в гимназиях городов Рибе, Роскилле и Ассенса, поскольку родители не могли его содержать. В 1530 году был учителем в Оденсе, а затем при поддержке мэра отправился учиться в Виттенберг, где провёл шесть лет, в 1533 году получив степень магистра богословия, и установил контакты с известными лютеранскими теологами, в том числе с Лютером и Меланхтоном. Степень лиценциата богословия получил в Вюртемберге 1 июня 1537 года, степень доктора — всего через несколько дней.
По возвращении в Данию с рекомендацией Бугенгаузена установил дружеские отношения с королём Кристианом III и уже 2 сентября 1537 года был назначен епископом Зеландии, а вскоре стал профессором богословия в Копенгагенском университете. На должности епископа развил активную деятельность, за шесть лет лично посетил все 390 зеландских церквей. В 1543—1544 годах организовал масштабный диспут с датскими католиками. Как епископ уделял также большое внимание церковному образованию в школах, призывал родителей отдавать одарённых детей в латинские школы, чтобы те впоследствии смогли стать священниками. С 1551 года взял церковное образование в школах с разрешения короля под личный контроль, в 1553 году сам написал учебник закона божьего для школ. Пользовался большим уважением датского короля, консультировавшегося с ним по всем религиозным вопросам. В 1555 году во время проповеди перенёс инсульт, от которого до конца оправиться уже не смог; с этого времени более не путешествовал по епархии. Был женат (его жена пережила его), но детей не имел.
Известен богословскими сочинениями и проповедями, собранными в одну книгу «Visitatsbog»; проповеди были главным образом предназначены для назидания священников. Перевёл на датский язык катехизис и требник, составленные Лютером, которыми пользовались в Дании на протяжении многих лет.